# Adolf Ludwig Agathon von Parpart
Adolf Ludwig Agathon von Parpart (* 13. November 1806 auf der Domäne Althausen bei Culm; † 20. Dezember 1867 auf Gut Storlus) war ein deutscher Astronom, Musiker und Komponist.
Von Parpart entstammte einer briefadligen Familie Westpreußens und studierte nach dem Schulbesuch in Thorn und Posen Rechts- und Cameralwissenschaften an der Universität Berlin und in Warschau. Danach lernte er im väterlichen Betrieb Landwirtschaft und erwarb 1831 das Gut Storlus zur eigenen Bewirtschaftung. Von Parpart trat als Musiker und Komponist hervor. Er komponierte sowohl Sinfoniekonzerte wie auch Opern und führte diese als Dirigent in Culm öffentlich auf. Als begeisterter Astronom erbaute er auf seinem Gut Storlus ein eigenes Observatorium. Seine Sternwarte verfügte über ein Fernrohr von Pistor & Martin. Die Beobachtungen führten zu mehreren Veröffentlichungen von Parparts, deren Thesen allerdings wissenschaftlich nicht haltbar waren. Er gehörte zu den Gründungsmitgliedern der deutschen Astronomischen Gesellschaft.

## Familie
Seine Eltern waren Ludwig von Parpart (* 13. September 1769; † 18. Dezember 1847) und dessen Ehefrau Amelie Von Valtier De Valmarten (* 27. Juni 1780; † 9. April 1853). Er heiratete 1835 Stephanie von Loga (* 10. Februar 1814; † 1904). Das Paar hatte folgende Kinder:
- Alfred Oscar (* 18. Juni 1843)
- Elvira (* 30. November 1836) ⚭ Rudolf von Lawrenz, Herr auf Lawrenz
- Ida (* 9. Juli 1838) ⚭ Karl Merleker, königlich preußischer Oberfinanzrat
- Anton Adolf (* 22. Oktober 1839; † 1882)
- Emil Arthur (* 8. Oktober 1840; † 5. Februar 1916) ⚭ Gertrud Schröder (* 27. Juli 1848)
- Hermann Stephan (* 1845)
- Arthur Nicolaus (* 1853)

## Schriften
- Bericht an die Akademie der Wissenschaften zu Berlin über die auf der Sternwarte zu Storlus während der Sonnenfinsterniß vom 28. Juli 1851 angestellten astronomischen und meteorologischen Beobachtungen, Culm 1851
- Untersuchungen am gravizentrischen Indikator, Culm 1867
- Diverse Beiträge in den Astronomischen Nachrichten und in Jahns Unterhaltungen